# Мобильная игра
Моби́льная игра́ — видеоигра, в которую играют на мобильном телефоне. Этот термин также относится ко всем играм, в которые играют на любом мобильном устройстве, в том числе с мобильного телефона (функционального телефона или смартфона), планшета, КПК, портативной игровой консоли, портативного медиаплеера или графического калькулятора, с доступностью сети или без неё. Самой ранней известной игрой на мобильном телефоне был вариант тетриса на устройстве Hagenuk MT-2000дО.

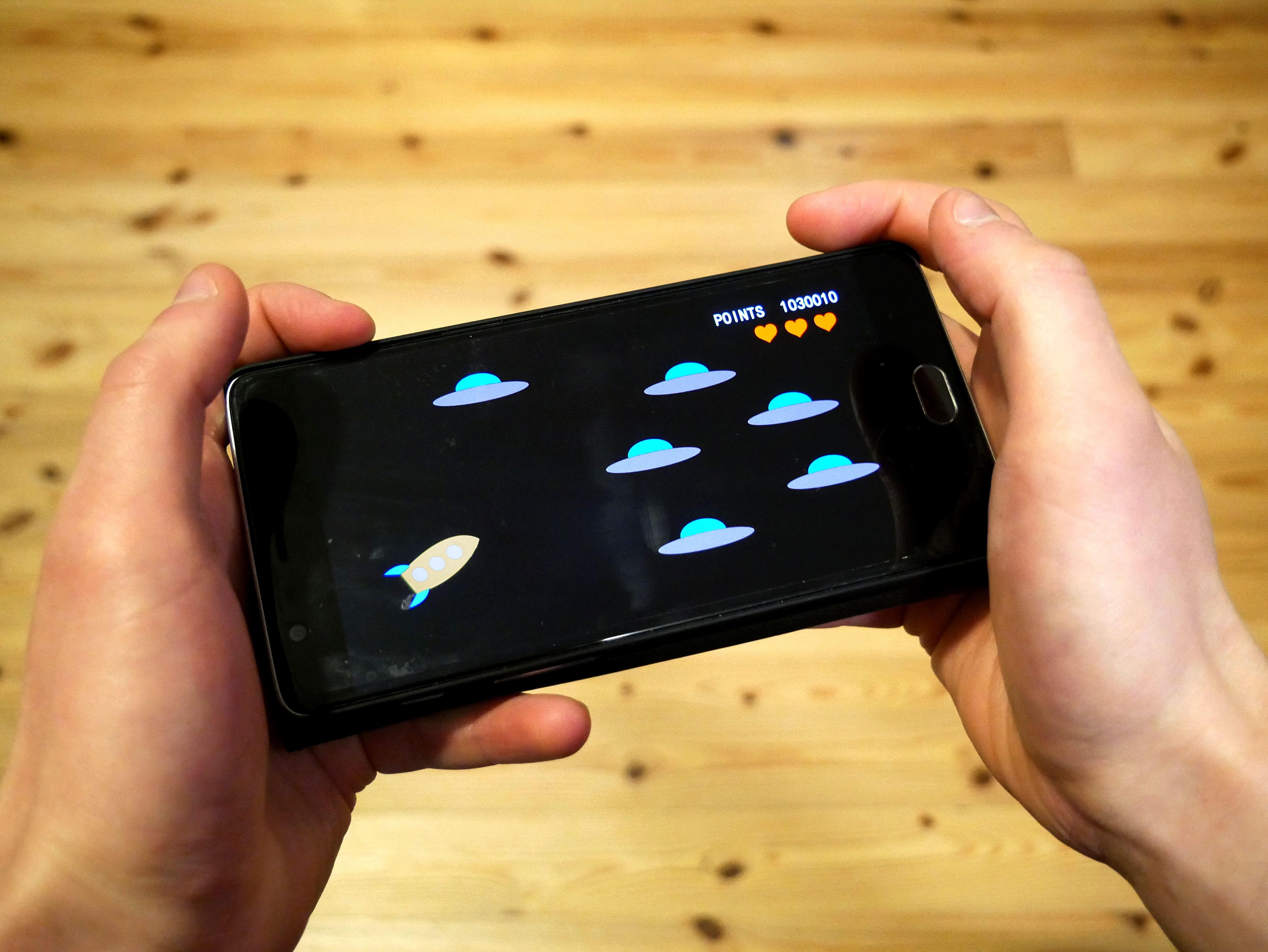
Игра на смартфоне

В 1997 году Nokia запустила игру Snake, которая была предустановлена на большинство мобильных устройств производства Nokia. С тех пор она стала одной из самых популярных игр и была установлена более чем на 350 миллионах устройств по всему миру. Вариант игры для Nokia 6110, использующий инфракрасный порт, также был первой игрой для двух игроков для мобильных телефонов.
Сегодня мобильные игры обычно загружаются из App Store или Google Play, но в некоторых случаях также предварительно устанавливаются на портативные устройства производителем или оператором мобильной связи при покупке через инфракрасное соединение, Bluetooth, карту памяти, или загружаются на телефон с помощью кабеля.
Загружаемые мобильные игры впервые были монетизированны в Японии примерно с запуском платформы I-mode от NTT DoCoMo в 1999 году, а к началу 2000-х годов были доступны на различных платформах по всей Азии, Европе, Северной Америке и, в конечном счёте, на большинстве территорий, где к середине 2000-х годов были доступны современные сети операторов и телефоны. Однако мобильные игры, распространяемые мобильными операторами и сторонними порталами (каналы, изначально разработанные для монетизации загружаемых рингтонов, обоев и других небольших фрагментов контента с использованием премиальных SMS или прямых сборов оператора в качестве механизма выставления счетов), оставались маргинальной формой игр, пока в 2008 году не был запущен магазин приложений Apple для iOS. Будучи первым рынком мобильного контента, управляемым непосредственно владельцем мобильной платформы, App Store значительно изменил потребительское поведение и быстро расширил рынок мобильных игр, поскольку почти каждый владелец смартфона начал загружать мобильные приложения.